# Atanazy Szumlański
Atanazy Szumlański (ukr. Атанасій Шумлянський) – duchowny prawosławny, potem greckokatolicki. Brat Józefa, ojciec Gedeona i Cyryla. Prawosławny biskup łucki od 1688 do 1695. Złożył katolickie wyznanie wiary w 1688, ale do unii przystąpił w eparchii jego następca Dionizy Żabokrzycki.